# نجاح العبد الله
نجاح العبد الله (1 أبريل 1939 - 13 يناير 2003)، ممثلة سورية من مواليد بلدة حيش في محافظة إدلب، كان فيلم الشمس في يوم غائم عام 1985 أول أعمالها ويبقى مسلسل الزير سالم عام 2000 أحد أفضل وأشهر أدوارها على الإطلاق حيث شاركت بدور ضباع أخت الزير سالم. وهي شقيقة الممثلة وفاء العبد الله.

## حياتها الشخصية
غادرت مقعد الدراسة، وهي في الصف الرابع الابتدائي، وأصبحت زوجة في الرابعة عشرة من العمر، وغدت أماُ وفي السن ذاتها كان الطلاق، وفي السادسة عشرة من العمر، تنخرط نجاح في معمعة الحياة، عاملة في معمل (الريجي) بمدينة حماه.
كان والدها العسكري ينتقل من مكان إلى آخر في أرجاء البلاد، تحمل ابنها الصغير وتسير مع عائلتها في ترحال طويل، من طرطوس إلى الغاب، ثم القنيطرة وقطنا وأخيراً دمشق، حيث تبدأ العائلة بالاستقرار تدريجياً.
ومرة أخرى عاملة في (ريجي دمشق) وهنا في هذا المكان سمعت لأول مرة عن المسرح وتقدمت مع بعض الزميلات في المعمل إلى لجنة القبول في الفرقة المسرحية، وتقول نجاح في ذلك: «شخصياً لم أعرف سبب تقدمي لهذه الفرقة يوماً، إذ دفعتني إحدى الزميلات إلى ذلك، فوجئت بأني نجحت، ولكن المفاجأة الأكبر هي أني أحببت هذا المكان الساحر الذي يُسمى المسرح».

## مسيرتها المهنية
مع تأسيس المسرح العمالي في أوائل السبعينيات، واكبت نجاح انطلاقته، وكانت نجمته في عروض كثيرة، على مدى سنوات وخلال ذلك أخذت نجاح تقرأ، وتلتهم الكتب قصة ورواية ومسرحاً وشعراً، للتعويض عما فات، وكي تصقل ملكاتها وكان لها في المسرح الفلسطيني أيضاً بصمات.
في عام 1985، اختارها المخرج السوري ريمون بطرس والذي يعمل مخرج مساعد مع المخرج السينمائي محمد شاهين، في فيلم الشمس في يوم غائم، المأخوذ عن رواية للكاتب حنا مينه لتكون ضمن قائمة الممثلين المرشحين للعمل.
في عام 1991، تعاونت مرة أخرى مع ريمون بطرس في فيلم الطحالب.
وفي صيف عام 1996، شاركت في فيلم الترحال، بشخصية (أم عزمي) الأم الفلسطينية النازحة مع عائلتها إلى حماه بعد النكبة 1948.

## من أعمالها

### في السينما
- 1985: الشمس في يوم غائم
- 1987: الإنتفاضة
- 1988: ليالي ابن آوى
- 1991: الطحالب
- 1997: الترحال

### في التلفزيون
من أعمالها:
- عريس الهنا 1984
- حصاد السنين 1985
- الطبيبة 1988
- عيون ترقب الزمن 1989
- وادي الغزلان 1990
- هجرة القلوب إلى القلوب 1991 بدور (أم صالح)
- الكف والمخرز 1992 بدور (أم باجس)
- الشريد 1992
- المهر الدامي 1994
- حمام القيشاني (ج1) 1994 بدور (وصال)
- حوش المصاطب 1995 بدور (أم بركة)
- الخطوات الصعبة 1995
- سماح 1995
- الراية والغيث 1996
- خيمة على الطريق 1996
- القيد 1996
- العبابيد 1997 بدور (أم نرجس)
- العوسج 1997 بدور (الخالة مريم)
- البحر أيوب 1998
- الدرب الشائك 1998
- خان الحرير (ج2) 1998
- الكواسر 1998 بدور (عنيزة)
- رمح النار 1999 بدور (جفرا الجدة)
- أين الطريق 1999
- سيرة آل الجلالي 2000
- الزير سالم 2000 بدور (ضباع)
- لشو الحكي 2001
- المسلوب 2001 بدور (أم شامان)
- البحث عن المستحيل 2001
- أحلام لا تموت 2001
- مقامات بديع الزمان الهمذاني 2001
- الأرواح المهاجرة 2002 بدور (زوجة رشاد بك)
- آخر الفرسان 2002 بدور (أم رابح)
- عمر الخيام 2002

## روابط خارجية
- نجاح العبد الله على موقع قاعدة بيانات الأفلام العربية